# Lagoa dos Patos
Lagoa dos Patos (v překladu "kachní laguna") je mělké lagunové jezero ve státě Rio Grande do Sul na jihovýchodě Brazílie. Má rozlohu 10 144 km². Je 265 km dlouhé a maximálně 60 km široké. Nachází se v nadmořské výšce 5 m a dosahuje maximální hloubky 7 m. Při průměrné hloubce 3 m má celkový objem 30 km³.

## Vodní režim
Lagunu napájejí řeky Rio Jacuí ou Lago Guaíba, Rio Camaquã a São Gonçalo, která přitéká z jezera Lagoa Mirim. Voda odtéká úzkým průtokem do Atlantského oceánu

## Fauna a flóra
Na laguně je rozvinutý rybolov.

## Osídlení pobřeží
V severozápadní části leží město Porto Alegre.